# 조조성 (아이치현 가스가이시)

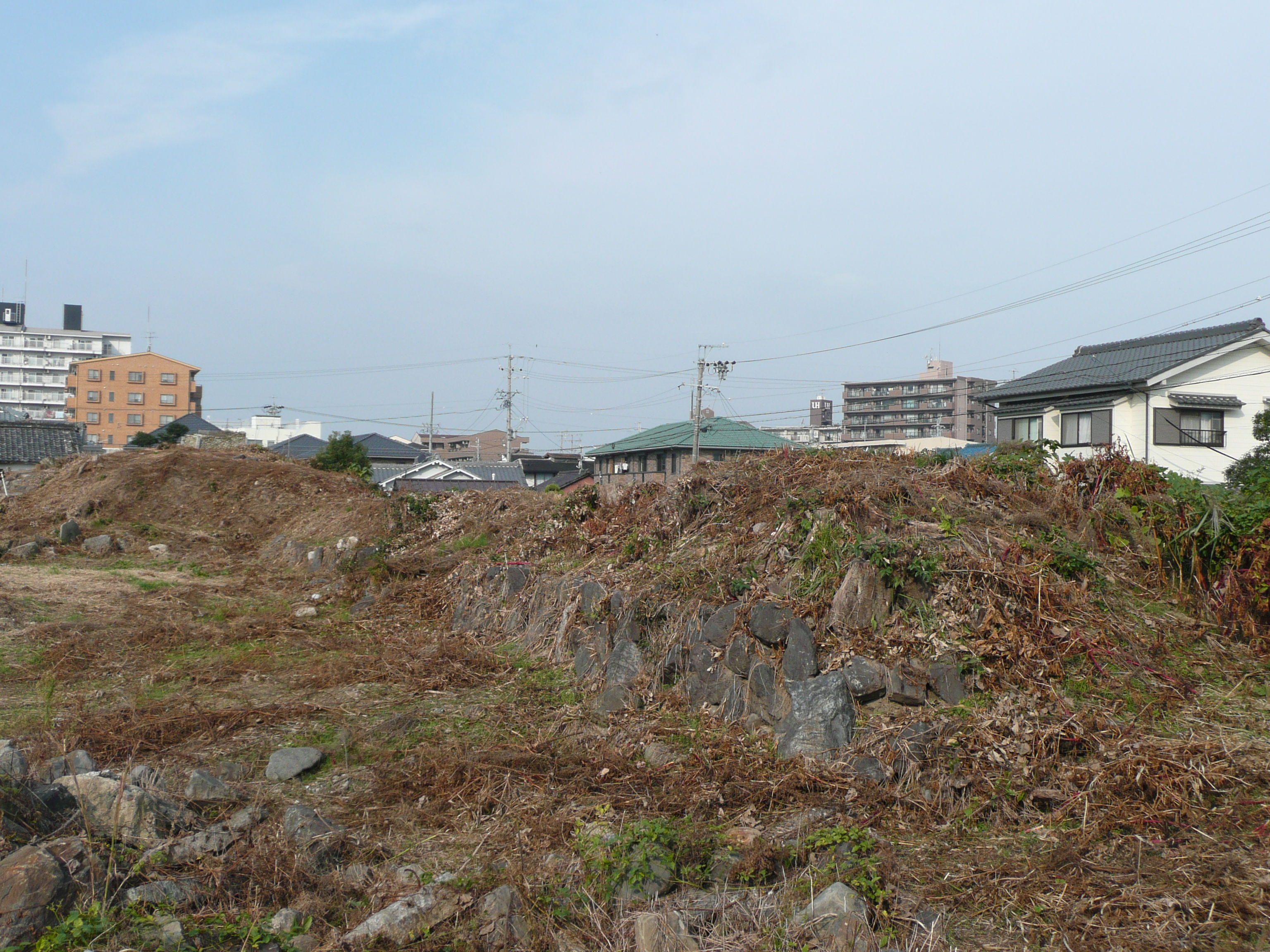
조조 성

조조성(일본어: 上条城, じょうじょうじょう)은 아이치현 가스가이시 조조 정에 있는 평성이다. 에도 시대에는 가스가이 군 57개 촌의 오조야의 저택이 있었다.

## 개요
가스가이 시 중남부 평지에 입지해 있고, 조조 성의 동쪽에는 우쓰쓰 강, 쇼나이 강이 남북으로 흐르고 있다. 조조 성의 모태는 고사카 고젠이 이 지역에 성을 축성한 것이 기원이다. 고사카 고젠은 성을 축성한 후, 오미국(현 시가현)으로 이주해 살았지만, 그의 자손인 하야시 시게유키 대에 다시 그의 씨족이 조조 성으로 돌아와 거주했다. 성은 고사카에서 하야시로 바꾸었다. 하야시 가문은 대대로 이 지역을 개간하여 농업의 진흥을 꽤했다고 한다. 조조 성이 폐성된 후에도 하야시 가문은 소야에 역임하였다.
현재 천수대가 남아있으며, 이 천수대는 마을 사람을 소집하거나 수해, 또는 전란시 천수대 정상부에서 마을 사람들에게 이 사실을 알렸기 때문에 사람부르는 언덕(人呼びの丘)으로도 알려져 있다.